# Boheľov
Boheľov (in ungherese Bögellő) è un comune della Slovacchia facente parte del distretto di Dunajská Streda, nella regione di Trnava.